# 황우구
황우구(黃友求, 1976년 5월 3일 ~ )는 KBO 리그 전 한화 이글스의 선수이다.

## 출신 학교
- 동산고등학교
- 인하대학교